# Tonruimte
In de wiskunde, meer bepaald in de functionaalanalyse, wordt het begrip tonruimte gehanteerd
als veralgemening van Fréchet-ruimten (en dus in het bijzonder van Banachruimten). Het ontleent zijn
belang aan het feit dat de definitie invariant is onder de vorming van finale topologieën.

## Definitie
Een ton in een topologische vectorruimte {\displaystyle E} is een deelverzameling {\displaystyle T} die tegelijkertijd aan de
volgende vier eigenschappen voldoet:
- radiaal (absorberend): ieder punt van {\displaystyle E} ligt in alle voldoende grote positief reële veelvouden van {\displaystyle T}
- convex
- evenwichtig
- gesloten

De eigenschappen convexiteit en evenwichtigheid worden ook wel samengevat
tot absolute convexiteit.
Een tonruimte is een lokaal convexe topologische vectorruimte waarin alle tonnen omgevingen
van de nulvector zijn.
Dit is gelijkwaardig met de eis dat {\displaystyle E} lokaal convex is en dat de familie van alle tonnen een
omgevingenbasis vormt van de oorsprong. Een derde, gelijkwaardige definitie luidt:
een lokaal convexe topologische vectorruimte waarop
elke seminorm die halfcontinu langs onder is, meteen ook continu is.

## Voorbeelden
Elke Fréchet-ruimte, en dus ook elke Banachruimte, is een tonruimte.
Dit volgt uit de categoriestelling van Baire samen met de vaststelling dat
elke lokaal convexe Baire-ruimte een tonruimte is.
De testfuncties voor de gewone distributietheorie (onbeperkt differentieerbare complexe functies op {\displaystyle {\mathbb {R} }^{n}} met compacte drager) vormen
een voorbeeld van een tonruimte die geen Baire-ruimte is.

## Toepassing
Als motivering voor de definitie van tonruimten geldt de volgende algemene vorm van het principe van uniforme begrensdheid:
Zij {\displaystyle X} een tonruimte en {\displaystyle Y} een lokaal convexe topologische vectorruimte. Dan is iedere familie van puntsgewijs begrensde continue lineaire afbeeldingen van {\displaystyle X} naar {\displaystyle Y} uniform equicontinu.

## Veralgemening
Een halftonruimte is een lokaal convexe topologische vectorruimte waarin elke verzameling {\displaystyle U\subset E} die aan de volgende voorwaarden voldoet, een nulomgeving is:
- {\displaystyle U} absorbeert ieder begrensd deel van {\displaystyle E};
- {\displaystyle U} is de intersectie van een rij convexe, evenwichtige gesloten nulomgevingen van {\displaystyle E}.

Iedere tonruimte is een halftonruimte. Iedere bornologische ruimte is eveneens een halftonruimte.